# 森晴路
森 晴路（もり はるじ、1952年 - 2016年4月14日）は、日本の書籍編集者。長野県松本市出身。元手塚プロダクション資料室長。

## 略歴
1977年、手塚プロダクションに入社して講談社の手塚治虫漫画全集の編集作業をはじめとして多くの手塚治虫漫画作品の社内での編集作業に携わる。手塚治虫の作品に関して作者本人よりも詳しく、関連書籍を作る上で欠かせない人物と評される。
2016年4月14日、心筋梗塞のため死没。63歳没。

## 著書
- 図説 鉄腕アトム - 2003年5月22日 河出書房新社 ISBN 978-4309760308
- 手塚治虫・創作ノートと初期作品集 読本 森晴路、竹内オサム, 中野晴行共著 小学館クリエイティブ 2010年